# Apokayana bako
Espèce
Synonymes
- Panjange bako Huber, 2011

Apokayana bako est une espèce d'araignées aranéomorphes de la famille des Pholcidae.

## Distribution
Cette espèce est endémique du Sarawak en Malaisie,.

## Description
Le mâle holotype mesure 3,9 mm

## Étymologie
Son nom d'espèce  lui a été donné en référence au lieu de sa découverte, le parc national de Bako.

## Publication originale
- Huber, 2011 : Revision and cladistic analysis of Pholcus and closely related taxa (Araneae, Pholcidae). Bonner zoologische Monographien, vol. 58, p. 1-509 (texte intégral).